# Judy Clay
Judy Clay (Judith Grace Gatewood, geborene Guions; * 12. September 1938 in St. Pauls, North Carolina; † 19. Juli 2001 in Fayetteville) war eine amerikanische Sängerin, die ihre größten Erfolge in der zweiten Hälfte der 1960er Jahre hatte.

## Biografie
Die als Judy Guions geborene Clay sang bereits als kleines Kind in der Kirche. Als Teenager zog sie nach Harlem und sang auch dort im Chor. Mit 13 Jahren wurde sie von Lee Drinkard in deren Gospelgruppe The Drinkard Singers aufgenommen, zu der auch Drinkards Töchter Dionne und Dee Dee Warwick sowie ihre Schwester Cissy Houston gehörten. Erstmals war Clay 1957 auf dem Album The Newport Spiritual Stars zu hören. Sie blieb ein Jahrzehnt bei der Gruppe und widmete sich danach weltlicher Musik. Es kam zum Vertragsabschluss bei Ember Records und zur Veröffentlichung der Debütsingle More Than You im September 1961. Im darauffolgenden Jahr erschien Do You Think That’s Right. Beide Singles fanden kaum Beachtung.
1963 unterschrieb Clay bei Lavette Records und veröffentlichte die Single Let It Be Me. Ende des Jahres schloss sie einen Vertrag mit Scepter Records, wo auch Dionne Warwick gebunden war. Die Singles My Arms Aren’t Strong Enough und Lonely People Do Foolish Things konnten sich nicht in den Charts platzieren. Nachdem auch You Busted My Mind 1966 erfolglos geblieben war, beendete Scepter den Vertrag und Clay brachte 1967 die Single You Can’t Run Away from a Good Heart bei Stax heraus. Jerry Wexler, Produzent bei Atlantic Records, brachte Clay mit dem Sänger Billy Vera zusammen. Das Duett Storybook Children platzierte sich auf Platz 20 der Billboard R&B- und Platz 54 der Popcharts. Fehlende Unterstützung durch Fernsehsender verhinderte einen größeren Erfolg. Außerdem war Clay zu dieser Zeit von dem Jazz-Schlagzeuger Leo Gatewood schwanger und viele Leute glaubten fälschlicherweise, dass Vera der Vater sei. Mit Country Girl – City Man kam Anfang 1968 ein weiteres Duett der beiden Musiker in die Läden, das Platz 41 der R&B- und Platz 36 der Popcharts erklomm. Nach When Do We Go, einer weiteren, aber erfolglosen Single, gingen Clay und Vera getrennte Wege.
Clay begann im Sommer 1968 eine Partnerschaft mit dem Sänger und langjährigen Stax-Künstler William Bell. Das gemeinsame Lied Private Number wurde zum größten Hit ihrer Karriere und erreichte neben Platz 17 der R&B- und Platz 75 der Popcharts auch Platz 8 im Vereinigten Königreich. Mit My Baby Specializes hatten Clay und Bell Anfang 1969 einen zweiten, wenn auch kleineren Hit in den R&B-Charts (Platz 45). Ebenfalls bei Stax erschien zwischenzeitlich die Solosingle Remove These Clouds. Als das Abkommen zwischen Stax und Atlantic scheiterte, ging Clay zu Atlantic zurück und kam 1969 für ein letztes Duett mit Billy Vera zusammen. Als die als schwierig bekannte Clay ein Engagement zur Rückkehr zum Apollo Theater ablehnte, weil ihre Gagenforderungen nicht erfüllt wurden, stellte Atlantic umgehend alle Werbemaßnahmen ein, was Clays Karriere zum Stillstand brachte und größere Beachtung verhinderte. Dennoch finanzierte das Label eine Aufnahmesession im Muscle Shoals Studio, woraus die Singles Greatest Love und Sister Pitiful hervorgingen. Bis 1979 tourte Clay und arbeitete im Studio. Nach der erfolgreichen Entfernung eines Hirntumors schwor sie, nie wieder weltliche Musik zu singen. 1990 wurde sie evangelische Predigerin.
Clay starb am 19. Juli 2001 an der Folgen eines Autounfalls.

## Diskografie

### Alben
- 1968: Storybook Children (mit Billy Vera; Atlantic 8174)
- 1987: The Atlantic Years 1967–1970 (Kompilation; mit Billy Vera; Rhino 70185)
- 1993: Private Numbers (Kompilation; Splitalbum mit Veda Brown; Stax / Fantasy 88016)
- 2008: The Stax Solo Recordings (Kompilation; Splitalbum mit Veda Brown; Kent Soul 302)

### Singles
| Jahr | Titel Album             | Höchstplatzierung, Gesamtwochen, AuszeichnungChartplatzierungen (Jahr, Titel, Album, Platzierungen, Wochen, Auszeichnungen, Anmerkungen) | Höchstplatzierung, Gesamtwochen, AuszeichnungChartplatzierungen (Jahr, Titel, Album, Platzierungen, Wochen, Auszeichnungen, Anmerkungen) | Höchstplatzierung, Gesamtwochen, AuszeichnungChartplatzierungen (Jahr, Titel, Album, Platzierungen, Wochen, Auszeichnungen, Anmerkungen) | Anmerkungen                                                                                      |
| Jahr | Titel Album             | UK | US | R&B | Anmerkungen                                                                                      |
| ---- | ----------------------- | --- | --- | --- | ------------------------------------------------------------------------------------------------ |
| 1967 | Storybook Children      | — | US54 (9 Wo.)US | R&B20 (8 Wo.)R&B | Erstveröffentlichung: Oktober 1967 mit Billy Vera Autoren: Chip Taylor, Billy Vera               |
| 1968 | Country Girl – City Man | — | US36 (6 Wo.)US | R&B41 (4 Wo.)R&B | Erstveröffentlichung: Januar 1968 mit Billy Vera Autoren: Chip Taylor, Ted Daryll                |
| 1968 | Private Number          | UK8 (14 Wo.)UK | US75 (6 Wo.)US | R&B17 (11 Wo.)R&B | Erstveröffentlichung: Juli 1968 mit William Bell Autoren: Autoren: Booker T. Jones, William Bell |
| 1969 | My Baby Specializes     | — | — | R&B45 (3 Wo.)R&B | Erstveröffentlichung: Dezember 1968 mit William Bell Autoren: Autoren: David Porter, Isaac Hayes |
| 1970 | Greatest Love           | — | — | R&B45 (3 Wo.)R&B | Erstveröffentlichung: Dezember 1969 Autor: Allen Toussaint                                       |

Weitere Singles
- 1961: More Than You Know (VÖ: September)
- 1962: Do You Think That’s Right (VÖ: Juni)
- 1963: Let It Be Me
- 1964: My Arms Aren’t Strong Enough (VÖ: April)
- 1964: Lonely People Do Foolish Things (VÖ: September)
- 1966: Haven’t Got What It Takes (VÖ: März)
- 1966: You Busted My Mind (VÖ: August)
- 1967: You Can’t Run Away from Your Heart (VÖ: 3. August)
- 1968: When Do We Go (mit Billy Vera; VÖ: Mai)
- 1968: Remove These Clouds / Bed of Roses (VÖ: August)
- 1969: It Ain’t Long Enough (VÖ: Februar)
- 1969: Reaching for the Moon (mit Billy Vera; VÖ: Juli)
- 1969: Sister Pitiful (VÖ: 8. September)
- 1978: Stayin’ Alive (Special Disco Version)